# Roos de Jong
Roos de Jong (Haarlem, 23 de agosto de 1993) es una deportista neerlandesa que compite en remo.
Participó en dos Juegos Olímpicos de Verano, obteniendo dos medallas, bronce en Tokio 2020 (doble scull) y plata en París 2024 (cuatro scull).
Ganó cuatro medallas en el Campeonato Mundial de Remo entre los años 2019 y 2023, y siete medallas en el Campeonato Europeo de Remo entre los años 2018 y 2025.

## Palmarés internacional
| Juegos Olímpicos   | Juegos Olímpicos         | Juegos Olímpicos  | Juegos Olímpicos |
| Año                | Lugar                    | Medalla           | Prueba           |
| ------------------ | ------------------------ | ----------------- | ---------------- |
| 2020               | Tokio (Japón)            | Medalla de bronce | Doble scull      |
| 2024               | París (Francia)          | Medalla de plata  | Cuatro scull     |
| Campeonato Mundial |                          |                   |                  |
| Año                | Lugar                    | Medalla           | Prueba           |
| 2019               | Ottensheim (Austria)     | Medalla de bronce | Doble scull      |
| 2022               | Račice (República Checa) | Medalla de plata  | Doble scull      |
| 2022               | Račice (República Checa) | Medalla de plata  | Ocho con timonel |
| 2023               | Belgrado (Serbia)        | Medalla de plata  | Cuatro scull     |
| Campeonato Europeo |                          |                   |                  |
| Año                | Lugar                    | Medalla           | Prueba           |
| 2018               | Glasgow (Reino Unido)    | Medalla de plata  | Doble scull      |
| 2019               | Lucerna (Suiza)          | Medalla de plata  | Cuatro scull     |
| 2020               | Poznań (Polonia)         | Medalla de plata  | Doble scull      |
| 2022               | Múnich (Alemania)        | Medalla de plata  | Doble scull      |
| 2022               | Múnich (Alemania)        | Medalla de bronce | Ocho con timonel |
| 2023               | Bled (Eslovenia)         | Medalla de bronce | Doble scull      |
| 2025               | Plovdiv (Bulgaria)       | Medalla de oro    | Doble scull      |